# Shapinsay

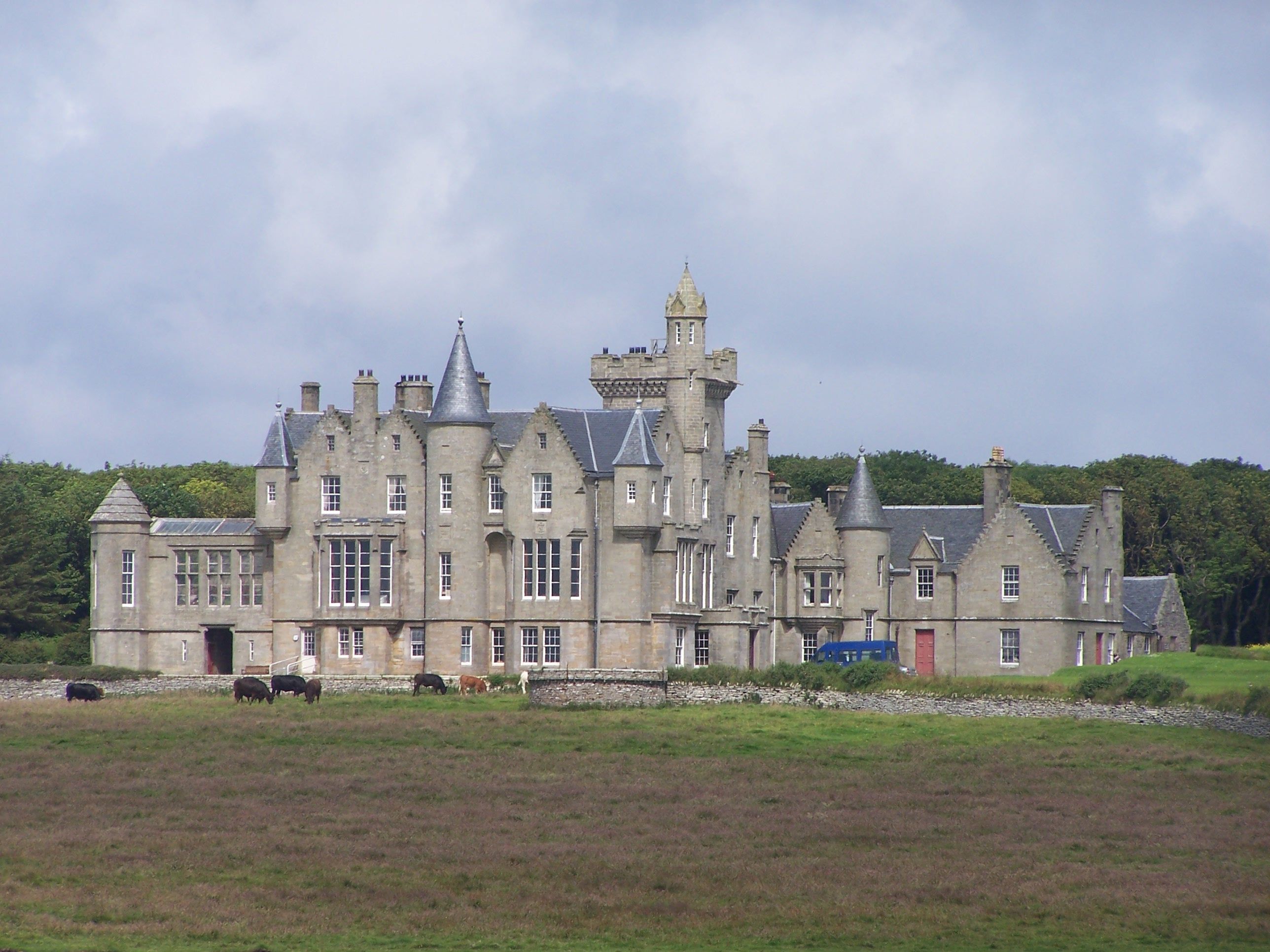
Zamek w Balfour

Shapinsay (gael. Siapansaigh) – wyspa należącą do archipelagu Orkadów, położona u północnych wybrzeży Szkocji. Jej powierzchnia to 29,5 km², co czyni ją ósmą co do wielkości wyspą w archipelagu. Główne skupisko ludności to Balfour. Większość powierzchni wyspy jest zagospodarowana na rolnictwo. Shapinsay ma dwa rezerwaty przyrody.